# Telavi
Telavi (gruzijski: თელავი) je grad u Gruziji središte regije Kahetije. Nalazi se u istoku države.

## Povijest
Prvi arheološki nalazi iz Telavija datiraju iz brončanog doba. Grad se počinje transformirati u prilično važno i veliko političko i upravno središte u 8. stoljeću. Arapski geograf Al-Muqaddasi u 10. stoljeću spominje Telavi kao jedan od važnijih gradova na Kavkazu, Al-Muqaddasi ističe da najveći dio stanovništva čine kršćani.
Od 10. do 12. stoljeća, Telavi je glavni grad Kraljevine Kakheti a kasnije Kraljevine Kakhet-Hereti. Tijekom tzv. zlatnog doba države Gruzije (12. do 13. stoljeća), Telavi je pretvoren u jedan od najvažnijih političkih i ekonomskih centara gruzijske države. Nakon raspada Kraljevine Gruzije u 15. stoljeću, uloga Telavija počinje opadati te na kraju postaje običan trgovački i obrtnički grad.
Telavi ponovno stečeo svoju političku važnost u 17. stoljeću, kada je postao glavni grad Kraljevine Kahetije. Do 1762. godine, pretvorio se u drugi po važnosti grad u državi nakon Tbilisija. Vladavina kralja Erekla II., koji je rođen i umro u ovom gradu, bila je posebna epoha u povijesti Telavija. Tijekom tog razdoblja (1744. – 1798.) Telavi je strateško i kulturno središte.
Godine 1801., nakon što je Kraljevina Kartli-Kakheti pripojena Ruskom Carstvu, Telavi je izgubio svoj status glavnog grada. U 19. stoljeću, grad je dobio status administrativnog središta ujezda unutar Tbilisi gubernije. Tijekom tog razdoblja, gospodarstvo grad je uglavnom sastavljeno od male industrije, trgovine i poljoprivrede. U gradu je živjelo oko 12.000 stanovnika krajem 19. stoljeća (uključujući oko 9.000 Armenaca, uglavnom izbjeglice iz Otomanskog Carstva i 2.000 Gruzijaca). 

## Vanjske poveznice
|  | Zajednički poslužitelj ima još gradiva o temi Telavi |

- Turističke informacije  Arhivirana inačica izvorne stranice od 1. srpnja 2014. (Wayback Machine)